# Magic Knight Rayearth
Magic Knight Rayearth (яп. マジックナイトレイアース меджікку найто рейа: су) — манґа у жанрі фентезі, махо-сьодзьо та меха групи CLAMP. Манґа видавалась в журналі Nakayoshi з 1993 по 1996. Була екранізована студією Tokyo Movie Shinsha у вигляді та 49-серійного серіалу та 3-серійного OVA «Rayearth».

## Сюжет
Сефіро — дивний і чудовий світ, основою якого є бажання і устремління людей, які його населяють. Чим сильніше бажання, тим легше зробити, те що хочеш. Чудова природа і мирне співіснування — це все заслуга Опори, людини з чистим серцем і з найзаповітнішим бажанням захистити Сефіро і всіх, хто живе у ньому. Людина, яку обирають на Опорою Сефіро, весь свій час проводить у молитвах і думках про благо світу. Свого розквіту Сефіро набув за тих часів, коли Опорою стала принцеса Емерауд. Її чисті думки і щирі бажання наповнили Сефіро світлом, а природа розквітла на повну силу, усі люди були впевнені у своєму майбутньому і нічого їх не бентежило. Однак сталася трагедія: верховний жрець Заґато викрав з палацу принцесу Емерауд і переніс її до небесного замку, де її і утримував. Світ Сефіро почав поступово згасати: рослини почали в'янути, тварини гинути, почалися землетруси і бурі, яких до тих пір ще ніколи не було. Люди були налякані, а їх страх матеріалізувався і породжував чудовиськ, які заполонили ліси Сефіро. Принцеса Емерауд з останніх сил прикликала трьох Легендарних Магічних Лицарів з іншого світу, які мають пробудити трьох рунічних богів і врятувати Сефіро від загибелі…
Три школярки: Хікару Шідо, Умі Рюзакі та Фу Хооджі, опинившись зі своїми класами під час екскурсії на Токійській вежі, чують голос, що благає врятувати світ Сефіро. Після яскравого спалаху три дівчинки опиняються у дивному місці, схожому на фентезійний світ з RPG-відеогри. Вони зустрічають чарівника Клефа, який розповідає їм, чому вони опинились у світі Сефіро і що їм належить стати Легендарними Магічними Лицарями, які пробудять рунічних богів і за допомогою яких звільнять з полону принцесу Емерауд, яку ув'язнив верховний жрець Заґато. Хікару разом з новими подругами вирушає до Чарівного лісу, де зустрічається з ковалем Пресеєю, яка має викувати для Лицарів зброю і обладунки. Але для цього необхідна легендарна залізна руда Ескудо з джерела Етерна. Пресея дає в провідники Хікару дивну, але кмітливу тваринку Мокону. Шляхом до джерела дівчата знищують демонів та чудовиськ, які заполонили Сефіро, після того як принцесу Емерауд схопив Заґато. Також вони зустрічають юнака Феріо, який зголосився допомогти дівчатам в їхніх мандрах. Зустрівшись з могутньою чаклункою Альсіоною, слугою Заґато, майбутні Лицарі вступають в нерівний бій і перемагають. Дійшовши до джерела Етерна, дівчатам довелось пройти випробовування і лише після цього вони отримали руду Ескудо. Пресея викувала дівчатам зброю і обладунки, які можуть вдосконалюватись разом з бойовими вміннями власників. Заґато посилає своїх слуг: Аскота, Калдіну та Лафарґу, які мають вбити Магічних Лицарів. Хікару, Умі та Фу дістаються місць, де спочивають три рунічні боги: дух вогню Рейарт, дух води Селес та дух вітру Віндам. Дівчата мають довести, що гідні Рунічних богів і виявляють свої найкращі риси та вступають в бій зі слугами Заґато. Віндам стає заступником Фу, Селес — Умі, Рейарт — Хікару. Лицарі можуть знаходитись у Рунічні боги, як у великих обладунках і битися в них. Останньою перешкодою до визволення Емерауд був Заґато, який мав власного річного бога. Спільними зусиллями Лицарям вдалося перемогти і знищити Заґато, але перед цим жрець розповів навіщо він викрав принцесу: він не бажав, щоб все життя Емерауд проходило лише у вічних молитвах за благо Сефіро. Лицарі збентежені цим, однак намагаються знайти і визволити принцесу, однак знаходять розлючену жінку, яка переповнена люттю і намагається вбити лицарів. Нею виявляється принцеса Емерауд, яка, як виявляється, щиро кохала Заґато і не могла бути одночасно Опорою і кохати, тому вона вирішила прикликати Легендарних Лицарів з іншого світу, які мають звільнити Опору, тобто знищити. Лицарі не бажають битися, але їм нічого не залишається як оборонятись від розлюченої Емерауд на своєму рунічному богові. Хікару на своєму Рейарті вбиває Емерауд. В той же момент усі троє дівчат опинились на Токійській вежі у той момент, коли вони з неї перенеслись у світ Сефіро…
Хікару, Умі і Фу дуже страждають через те, що вони зробили в Сефіро. Вони криють свій душевний біль, хоч це видно усім оточуючим. Їх найзаповітнішим бажанням є повернення до Сефіро і виправлення своїх помилок. Зустрівшись на Токійській вежі усі троє знову опиняються у світі Сефіро, але той світ, який вони побачили кардинально відрізнявся від того, в якому вони були: гола пустельна земля була позбавлена рослинності, повітря дрижало від землетрусів, а темне від хмар небо постійно освітлювали блискавки. Дівчата опинились у палаці, де їх зустріли Мокона, Клеф, Пресея і Феріо, який виявився братом покійної Емерауд. У палаці переховувались усі люди Сефіро, бо це єдине місце, яке вціліло. Також Хікару зустрічає загадкового і мовчазного Лантіса, начальника палацової охорони, який виявився братом жерця Заґато. Клеф розповідає, що постали дві проблеми: без Опори світ Сефіро руйнується, а також загроза вторгнення з боку інших світів: Автозаму, Фарену і Чізетти. Хікару, Умі та Хікару вирішують усіма своїми силами захистити Сефіро. Рунічним богам важко боротися проти інших світів, зброя яких ґрунтується на інших принципах. Автозам використовує високі технології, Фарен і Чізетта — різні види магії. Магічним Лицарям вдається не лише перемогти інші світи, але з'ясувати навіщо їм заманулось завоювати світ без Опори. Таким чином, Хікару і дівчатам вдалося переконати правителів Фарену і Чізетти припинити наступ на Сефіро. Однак, начальник військового корабля Автозаму Іґл вирішує сам стати Опорою, щоб врятувати не лише Сефіро, але й допомогти власному світу, що також вмирає. Він та Хікару стикаються у вирішальній битві за право бути Опорою Сефіро. Однак, згодом багатьом стає зрозуміло, що така система, де весь світ тримає лише одна людина є хибною і Хікару вирішує зробити Сефіро світом без Опори, де усі люди підтримують власний світ. Це їй вдається, перемігши у битві, але при цьому врятувавши Іґла. Дівчата перестають бути лицарями і повертаються до Токіо…

## Персонажі
Хікару Шідо (яп. 獅堂 光, шідо: хікару) — учениця однієї з токійських шкіл. Має яскраво-червоні очі і яскраво-червоне волосся, її зріст маленький для її віку, що дуже її дратує. Вона допомагає своїм батькам і трьом старшим братам (Масару, Сатору і Какеру) управляти школою кендо і тому непогано володіє мечем. Вона свавільна і цілеспрямована, однак у багатьох відношеннях по-дитячому наївна, але дуже поважає і віддана своїм друзям. Другом свого дитинства вважає свою собаку Хікарі. Хікару дуже популярна своїй школі, особливо серед хлопців, особливо завдяки своїй щирості, доброті і дитячій наївності. Однак, вона не мала справжніх подруг, які б її повністю розуміли, тому перебування Хікару разом з Умі та Фу опинились в іншому світі, повністю змінило її життя, бо вона знайшла двох справжніх і відданих подруг. Хікару — перша з Легендарних Магічних Лицарів, яка отримала силу від Клефа і перша ж вступила у бій з чаклункою Альсіоною. Її зброя — Вогняна Стріла і Червоне Сяяння. Хікару єдина, хто може розуміти, що хоче сказати Мокона. У вулкані їй вдається пробудити рунічного бога Рейарта, який стає її заступником. Після того як Лицарі знищили Заґато, вона змушена була вбити принцесу Емерауд, бо та була засліплена люттю. Через це Хікару переживала більше за інших і тому щиро бажала повернутись до Сефіро і спробувати виправити свої помилки. Коли дівчата повернулись до Сефіро вони прийняли оборону палацу від іноземних загарбників. Також з'ясовується, що Хікару може стати новою Опорою. Також вона знайомиться з Іґлом і його командою з Автозаму, з'ясовує причину через яку вони б'ються за Сефіро, але змушена протидіяти їм. Згідно з сюжетом манґи Хікару б'ється проти Іґла виборюючи право бути Опорою, однак вона не лише не бере участь у битві, але й рятує Іґла. Згідно з сюжетом аніме, їй протидіє породження її серця — Нóва, яка намагається вбити усіх її друзів. Хікару закохана в Лантіса, брата вбитого нею Заґато. У результаті їй вдається перемогти свої страхи і своїх ворогів і знайти нових друзів, врятувавши Сефіро, встановивши новий світовий порядок без Опори.
Сейю: Хекіру Шійна
Умі Рюзакі (яп. 龍咲 海, рю: закі умі) — учениця однієї з токійських шкіл. Має сині очі і блакитне волосся, на зріст досить висока. За характером Умі дуже дратівлива і неспокійна, але добра і співчутлива. На початку подорожі їй більше за всіх не подобається Сефіро і хоче повернутись додому. Її дуже дратує Клеф, від якого вона отримала зброю — рапіру та силу Водяного Дракона і Блакитного Урагану. Оскільки Умі — шкільний чемпіон з фехтування, то вона вправно вправляється з рапірою і знищує нею ворогів. Їй вдалося пробудити у підводному палаці рунічного бога Селеса, який став її заступником. Умі вдалося переконати Аскота в неправильності його дій, через що той закохується в неї. Після повернення Лицарів до Сефіро, Аскот намагається привернути увагу Умі, але вона на нього не зважала, зате вона почала поважати Клефа. Вона також билася з принцесами Чізетти і перемігши їх, їй вдалося відвернути вторгнення корабля Бравади в Сефіро.
Сейю: Конамі Йошіда
Фу Хооджі (яп. 鳳凰寺 風, хо: о:джі фу:) — учениця однієї з токійських шкіл. Має зелені очі і каштанове волосся, носить окуляри, вона значно тихіша і спокійніша за Умі та Хікару, говорить лише тоді, коли це потрібно. Окрім того, що Фу дуже розумна дівчинка, вона вправно стріляє з луку, що дуже допомагає Лицарям під час битв. Клеф нагородив Фу цілющою магією, яку вона може використовувати, щоб зцілити друзів. У лісі дівчата зустрічають Феріо, який спочатку не подобається Фу, але згодом, коли вона ближче з ним познайомилась — закохується в нього. Зброя Фу — Вітер Захисту, Вітер Зцілення, Смарагдовий Тайфун та Смарагдовий Циклон. Фу вдалося пробудити в літаючій скелі рунічного бога Віндама, який став її заступником. Також їй довелося змагатися у стрільбі з луку з принцесою Аскою, чим і допомогла відвернути від Сефіро вторгнення з боку Фарену.
Сейю: Хіроко Касахара
Мокона (яп. モコナ, мокона) — пустотлива, подібна до кролика істота, схожа на білу булку, з червоним каменем у лобі, який іноді сяє жовтим світлом. З цього каменю іноді з'являються предмети. Нічого не вимовляє, окрім звуку пуу, хоча Хікару частково може розуміти її. Мокону залишив Клеф Пресеї, щоб та свого часу віддала її Магічним Лицарям. Мокона вказує шлях Магічним Лицарям до місць у Сефіро й іноді дає двозначні поради. У манзі Мокона виявляється творцем світу Сефіро.
Сейю: Юрі Шіраторі
Клеф (яп. クレフ, курефу) — головний чарівник в Сефіро, вчитель усіх магів, що живуть у Сефіро. Виглядає я хлопчик, хоч насправді йому 745 років. Він першим устрів Магічним Лицарів дав їм магічну силу і розповів їм про їхню місію. Клеф може спілкуватися з Лицарями через Мокону. Після того, як Опора була знищена Клеф залишався в палаці і підтримував бар'єр, який захищав його від руйнувань.
Сейю: Нозому Сасакі
Пресея (яп. プレセア, пуресеа) — наймайстерніший коваль в Сефіро. За завданням Клефа мала зустріти у Лісі Мовчання Магічних Лицарів і викувати для них обладунки і зброю. Також вона зберігала в себе дивну тваринку Мокону, яка мала бути провідником Магічним Лицарям. Після того як Лицарі повернулись з рудою Ескудо, Пресея у своєму танці створила індивідуальні зброю і обладунки, що розвиваються майстерністю власника. Згідно з сюжетом аніме, вона загинула під час атаки одного з чудовиськ Аскота. В неї є сестра-близнюка Сьєра.
Сейю: Емі Шінохара
Феріо (яп. フェリオ, феріо) — юний мечник, молодший брат принцеси Емерауд. Після того як його сестру було обрано Опорою, Феріо вирушив мандрувати та вдосконалювати свої навички володіння мечем. У лісі, наповненому чудовиськами, Феріо зустрів трьох дівчат Хікару, Умі та Фу, дізнавшись, що саме врони є Легендарними Магічними Лицарями, він вирішив їм допомагати, крім того він ще й закохався у Фу і віддав їй чарівний медальйон, за допомогою якого вони б могли спілкуватися на відстані. Після смерті сестри, Феріо повернувся до палацу і посів трон правителя Сефіро і командував обороною замку від вторгнення іноземних загарбників.
Сейю: Такумі Ямазакі
Емерауд (яп. エメロード, емеро: до) — Опора Сефіро, сестра Феріо. Принцеса Емерауд була обрана Опорою ще у юному віці, тому вона протягом свого життя зберігала зовнішність маленької дівчинки. Вона закохалась у свого помічника — жерця Заґато, але не могла бути з ним, тому що мала проводи весь свій час у молитвах за підтримання кращого життя у Сефіро. Заґато, який теж закохався у Емерауд, викрадає її і переносить до свого замку. Опора вже не могла віддавати всі свої сили молитвам, тому Сефіро почав поступово руйнуватись. Принцеса благала свого коханого повернути відпустити її, але марно, тому вона використовує свої останні сили, щоб прикликати Легендарних Магічних Лицарів з іншого світу, але більше нічим зарадити їм не змогла. Коли Хікару, Умі і Фу, пробудивши річних богів знищили Заґато, Емерауд втратила розум від розпачу і люті, а здоровий глузд засліпила жага помсти, вона прийняла вигляд дорослої жінки і використала свого рунічного бога. Магічним Лицарям не вдалося заспокоїти Емерауд, тому Хікару довелось вбити її. Після смерті Опори Сефіро почав швидко гинути, хоча ще деякий час його підтримував Вінець Опори, який зберігав спогади Емерауд.
Сейю: Меґумі Оґата
Заґато (яп. ザガート, заґа: то) — верховний жрець Сефіро, брат Лантіса, найближчий помічник Опори. Заґато з часом закохується в нову Опору — принцесу Емерауд. Він усвідомлює який важкий тягар покладений на Опору, яка має проводити все своє життя у молитвах про краще життя Сефіро. Тому він викрадає свою кохану і перевозить її у свій палац, що ширяє в небі. Емерауд благала Заґато повернути її, бо ставила власне благо і кохання вище за життя мешканців Сефіро, але жрець був невблаганний. Заґато знав легенду про Магічних Лицарів, тому він докладає усіх зусиль, щоб знищити їх, але в у результаті був змушений особисто виступити проти них і загинути у битві.
Сейю: Джюрота Косуґі
Альсіона (яп. アルシオーネ, арушіо: не) — чаклунка, учениця Клефа. Вміє управляти кригою. Закохана в жерця Заґато і віддано служить йому. Бере участь у боротьбі проти Магічних Лицарів, однак після декількох невдалих спроб перемогти їх, Заґато позбавляється Альсіони. Згідно з сюжетом аніме-серіалу, після загибелі свого коханого і Опори починає служити Дебонер, яка наділяє її потужною магічною силою. Альсіону перемагають і силоміць утримують у палаці Сефіро, там вона зустрічається з Лантісом, який дуже схожий на свого померлого брата Заґато, тому вона часто звертається до нього, як до свого колишнього господаря. Спочатку вона відмовляється говорити про те, де знаходиться Дебонер, але згодом, коли розуміє, що це може зашкодити і Ланітсу викриває справжнє місце перебування своєї нової повелительки, але через це одразу ж гине.
Сейю: Юрі Амано
Аскот (яп. アスコット, асукотто) — чарівник, який може управляти монстрами, яких він називає своїми друзями. Виглядає як малий хлопчик, але може контролювати свій ріст. Заґато наказав йому знищити Магічних Лицарів, пообіцявши що дозволить його чудовиськам спокійно жити в Сефіро. Аскот не зміг перемогти Лицарів, а Умі переконала Аскота в неправильності його дій. Згодом він закохується в Умі і всіляко намагається їй допомогти.
Сейю: Мінамі Такаяма
Калдіна (яп. カルディナ, карудіна) — ілюзіоністка з Чізетти. Дуже полюбляє гроші і заради них пішла працювати на Заґато. Її метою було — знищення Магічних Лицарів використовуючи свої чарівні техніки. Однак Калдіна зрозуміла, що це нелегко і вирішила не ризикувати життям заради грошей. Калідна товаришу з Аскотом і любить над ним жартувати. Також їй подобається Лафарга.
Сейю: Юко Наґашіма
Лафарґа (яп. ラファーガ, рафа: ґа) — другий начальник охорони палацу принцеси Емерауд. Вправний і сильний мечник. Коли Заґато вирішив викрасти Емерауд, Лафарґа відчайдушно намагався зашкодити викраденню, але натомість потрапив під дію магічного гіпнозу Заґато і став слугою верховного жерця. Був посланий зашкодити пробудженню Рейарта, але під час битви до Лафарґи повернулась свідомість і він став союзником Магічним Лицарям. Також йому подобається Калдіна.
Сейю: Юкімаса Кішіно
Інóва (яп. イノーバ, іно: ба) — відданий слуга Заґато. Спочатку він був схожим на пса з довгими вусами і належав принцесі Емерауд. Коли Заґато став жерцем, принцеса подарувала йому Інову і той відтоді став вірним новому хазяїну. Для того, щоб вірно служити Інова попросив Заґато надати йому людської подоби, хоча при цьому він втрати в частину магічних сил. Коли з'явились Магічні Лицарі, Інова найактивніше намагався їх знищити, але сам загинув у бою з Ікару, коли та розбила магічний камінь у нього на лобі. Цей персонаж з'являється лише в першому сезоні аніме-серіалу і відсутній в оригіналі та в OVA.
Сейю: Рьотаро Окіаю
Лантіс (яп. ランティス, рантісу) — молодший брат Заґато, найсильніший мечник у Сефіро. Спочатку був начальником палацової охорони принцеси Емерауд. Потім вирушив у мандри і тимчасово оселився в Автозамі, де познайомився з Іґлом. Після зникнення Опори Сефіро, повернувся до рідної країни, де займався знищенням чудовиськ і евакуацією населення до головного замку. Лантіс дуже схожий на брата, тому Хікару і Альціона не могли викинути з голови думку, що розмовляють з Заґато. Мрія Лантіса — знищити Легенду про Магічних Лицарів, щоб не повторилася трагедія, яка сталася з його братом і принцесою Емерауд. Хікару спочатку вважає, що Лантіс ненавидить Магічних Лицарів і бажає помститися їм, але потім розуміє, що насправді Лантіс — добра і розумна людина, яка все розуміє. Коли Автозам нападає на Сефіро, Лантіс не вагаючись виступає проти свого друга Іґла і вступає з ним в бій зі своїм магічним мечем, переміщаючись по небу на своєму літаючому коні. Хікару виявляє до Лантіса симпатію, а Нова, зрозумівши це викрадає його і утримує його у своєму світі. Хікару рятує Лантіса. 
Сейю: Джюрота Косуґі
Прімера (яп. プリメーラ, пуріме: ра) — маленька фея з Сефіро. Після того, як Лантіс врятував її від чудовиськ, вона ні на мить не відходить від нього і дуже ревнує його до інших дівчат. Вона володіє зцілющою магією, але використовує її лише, щоб лікувати рани Лантіса. Прімера мріє про майбутнє, де б вони могли жити щасливо з Лантісом. Спочатку її дратувала Мокона, але коли зрозуміла, що насправді вона — добре створення, починає дружити з нею.
Сейю: Юрі Шіраторі
Сьєра (яп. シエラ, шіера) — сестра-близнючка Пресеї. Після загибелі сестри Сьєра видала себе за Пресею, щоб Магічні Лицарі не засмучувались з приводу її смерті. Спочатку ніхто не здогадувався про те, що Сьєра видає себе з сестру. Але коли вона сказала Клефу про те, що відчувала до нього її сестра, чарівник згадав про те, що у Пресеї була сестра-близнючка. Про це ж пізніше здогадалась і Альсіона. Сьєра допомогла Хікару відновити меч, який та зламала у битві з Новою та вмовила Альсілну розповісти, де знаходиться Дебонер.
Сейю: Емі Шінохара
Іґл Віжн (яп. イーグル・ビジョン, і: ґуру біджьон) — командир корабля NSX, який був посланий Автозамом для завоювання Сефіро. Іґл — син президента Авто заму, свого часу був знайомий з Лантісом і товаришував з ним. Після того як зникла Опора Сефіро, твердо вирішив, що стане новою Опорою і це допоможе вченим розробити новий принцип управління Автозамом. Іґл знає від Лантіса, що бути Опорою важко, але це не хвилює його, бо хворіє на невиліковну хворобу, яка має його назавжди усипити. Іґл — гарний і шановний командир, майстерно керує пілотованим бойовим роботом FTO і б'ється проти Магічних Лицарів і навіть проти свого друга Лантіса. Вінець принцеси Емерауд показав, що Іґл може стати Опорою так само як і Хікару. Згідно з сюжетом аніме-серіалу Іґл гине у битві з Новою. Згідно з сюжетом манґи, він б'ється у випробовуванні проти Рейарта і Хікару. Програє, але його рятує Хікару. Іґл засинає через власну хворобу, але є надія його вилікувати.
Сейю: Меґумі Оґата
Джео Метро (яп. ジェオ・メトロ, джео меторо) — заступник командира NSX, найближчий товариш Іґла. Добрий, товариський, фізично сильний чоловік; полюбляє солодощі, не любить алкоголю. Як Іґл, управляє пілотованим бойовим роботом GTO. Джео не в захваті від завойовницького походу на Сефіро, але розуміє, що це необхідно для Авто заму, тому слухається усіх команд Іґла. Вперше запідозрив, що командир важкохворий і тому усіляко вмовляв Іґла не брати активної участі у битвах.
Сейю: Кійоюкі Янада
Зазу Торк (яп. ザズ・トルク, зазу торуку) — головний механік на NSX, наймолодший в команді. Зазу полюбляє випивку і стійкий до хмелю. Активно шукає собі дівчину, коли Хікару перебувала на кораблі піклувався про неї. Не зважаючи на юний вік, Зазу — чудовий механік, який може полагодити будь-що. Його найкращий друг — Джео.
Сейю: Джюн'ічі Канемару
Аска (яп. 阿洲花, асука) — принцеса Фарену, майбутня імператриця. Її батьки померли, залишивши єдину спадкоємицю. Її вихователями були мати Сан Юна та Чан Ань. Аска — розпещена дитина, хоча насправді дуже добра. Напад на Сефіро — це її дитячий каприз, вона бажає стати Опорою і перетворити Сефіро на світ ігор і солодощів. Аска ненавидить навчання, через що її лає вчитель Чан Ань. У битвах з ворогами використовує ілюзії, які можуть використовувати лише правляча сім'я Фарену. Принцеса дуже майстерно використовує ці ілюзії, але зазвичай не розраховує сил і швидко їх втрачає, бо завдання шкоди ілюзії автоматично шкодить і її творцю. Коли сили Фарену схопили Фу і Віндама, Аска вирішила позмагатись у стрільбі з луку, але програла, через що вона була змушена відмовитись від ідеї завоювання Сефіро.
Сейю: Чінамі Нішімура
Сан Юн (яп. 山伊, сан юн) — вірний слуга Аски, ріс разом з нею. Дуже освічений і розумний. Присвячує багато часу навчанню, щоб в майбутньому допомагати принцесі правити Фареном. Не вміє управляти ілюзіями, але володіє бойовими мистецтвами і добре стріляє з луку. Сан Юн закоханий в Аску, але боїться зізнатися їй в цьому через різницю в соціальному положенні. Його образ Аска використала, щоб створити свою найбільшу і найпотужнішу ілюзію — Величезного Сан Юна, який пошкодив корабель Автозаму NSX.
Сейю: Сатомі Короґі
Чан Ань (яп. 長庵, чянан) — головний міністр Фарену, регент і вчитель Аски, фактично управляє країною. Сподівається, що Аска стане великою імператрицею, якщо отримає гарну освіту. Досить суворий з нею, за що вона прозвала його «набридливим дідуганом». Також готує Сан Юна для того, щоб той допоміг Асці в майбутньому.
Сейю: Кохей Міяучі, Такко Ішіморі
Тарта (яп. タータ, та: та) — молодша принцеса Чізетти, сестра Татри. За характером вперта, але добра і чесна. Вона очолила похід на Сефіро на літаючій фортеці Бравада, щоб збільшити володіння своїх батьків. Хоча насправді короля і королеву Чізетти не хвилює малий розмір їх країни. Тарта щодня тренується, але ні в чому не може перевершити сестру. Після того як вона програла поєдинок Умі, вона пообіцяла залишити володіння Сефіро.
Сейю: Ая Хісакава
Татра (яп. タトラ, татора) — старша принцеса Чізетти, сестра Тарти. Завжди виглядає усім задоволеною, усміхненою і незграбною, хоча насправді вона — найкращий боєць Чізетти. Полюбляє пити чай навіть під час битв.
Сейю: Кікуко Іноуе
Рашін (яп. ラシーン, раші: н) і Ракун (яп. ラクーン, раку: н) — духи-стражі принцес Чізетти. Ракун захищає Тарту, а Рашін — Татру. Їх характери відрізняються, хоча це непомітно. Вони не мають постійної форми і можуть перетворюватись у що завгодно, але надають перевагу образу джинів. Ці духи пов'язані з принцесами, тому якщо джина ранять, то це відображається і на одній з принцес. Ці джини люблять вихвалятися своїми формами, але Умі і Аску від них верне. Під час однієї ї з битв Ракуну і Рашіну вдається схопити Селеса разом з Умі і віднести до літаючої фортеці Чізетти — Бравади.
Нóва (яп. ノヴァ, нова) — творіння чаклунки Дебонер. Нова була створена з негативних емоцій Хікару, які переповнювали її після вбивства Емерауд. Дебонер послала Нову битися з Магічними Лицарями і перш за все з Хікару. Нова вважала, що Хікару полюбить її, якщо вона повбиває усіх близьких Хікару. Нова вміє створювати паралельний вимір і управляти власним рунічним богом Реґалією. Після загибелі Іґла, Хікару вмовила Нову повернутися до її серця. 
Сейю: Мікі Іто
Дебонер (яп. デボネア, дебонеа) — чаклунка, яка постала з негативних емоцій і страху жителів Сефіро, після смерті Опори. Дебонер чекає, коли в неї з'явиться достатня кількість енергії, щоб матеріалізувати себе в Сефіро і остаточно його знищити. Для цього вона залякує жителів, посилаючи на них чудовиськ. Для боротьби з Магічними Лицарями вона послала свою «доньку» Нову, яка з'явилась з негативних думок Хікару. Скориставшись з бажанням помсти, Дебонер дає силу Альсіоні, щоб та билася проти Лицарів. Однак коли Альсіона намагається розповісти, що Дебонер живе на зворотному боці Сефіро, та її вбиває. Магічні Лицарі об'єднавши свої сили з іншими країнами перемагають Дебонер.
Сейю: Ацуко Такахата
Рейарт (яп. レイアース, реіа: су) — рунічний бог вогню, має вигляд червоногарячого лева. Заступник Хікару, яка пробудила його у храмі вогню. Уособлює вогонь, порив, майбутнє.
Сейю: Хідеюкі Танака
Селес (яп. セレス, сересу) — рунічний бог води, має вигляд синього дракона. Заступник Умі, яка пробудила його у храмі води на дні озера. Уособлює воду, доброту, теперішнє.
Сейю: Тешшьо Ґенда
Віндам (яп. ウィンダム, уіндаму) — рунічний бог вітру, має вигляд величезного птаха зі смарагдовим пір'ям. Заступник Фу Ходжі, яка пробудила його у храмі вітру у скелі, що літає. Уособлює вітер, знання, минуле.
Сейю: Акіо Оцука

### Значення імен
Більшість персонажів, що належать до світів Сефіро, Чізетта і Фарен мають імена, які автори узяли з назв відомих автомобільних марок, інші персонажі мають характерні імена, що відображають їх характер і їх сюжетну роль: Ім'я Хікару означає світло, Умі — море, Фу — вітер. Мокона була названа на честь головної художниці манґи — Мокони Апапи. Більшість персонажів, світи, поняття та бойові роботи були названі на честь назв автомобілів.
| Сефіро — Nissan Cefiro Автозам — Mazda Autozam Фарен — Honda Ascot Farlen Бравада — Oldsmobile Bravada Ескудо — Suzuki Escudo Етерна — Mistubishi Eterna Селес — Toyota Corolla Ceres Віндам — Toyota Windom Лексус — Toyota Lexus FTO — Mitsubishi FTO GTO -Mitsubishi GTO NSX — Honda NSX MKR — Lincoln MKR | Емерауд — Mitsubishi Emeraude Заґато — Zagato Клеф — Mazda Clef Альсіона — Subaru Alcione Пресея — Nissan Presea Феріо — Honda Civic Ferio Сьєра — Ford Sierra Аскот — Honda Ascot Іґл Віжн — Chrysler Eagle Vision Джео Метро — Chevrolet Geo Metro Зазу — ЗАЗ Інóва — Honda Ascot Innova Лантіс — Mazda Lantis Прімера — Nissan Primera Дебонер — Mitsubishi Debonair Нóва — Chevrolet Nova Аска — Isuzu Aska Татра — Tatra Тарта — Tata Motors | Стратус — Chrysler Dodge Stratus Креста — Toyota Cresta Рашін — Nissan Rasheen Віґор — Acura Vigor Паджеро — Mitsubishi Pajero Діабло — Lamborghini Diablo Цинос — Suzuki Cynos |

## Серіал
Вперше телесеріал був показний на японському телеканалі Yomiuri TV з 17 жовтня 1994 по 27 листопада 1995. Серіал був створений на студії «Tokyo Movie Shinsha», режисером виступав Тошіхіро Хірано. Серіал нараховує 49 серій і фактично поділяється на 2 сезони: перший (1-21) екранізує перші три розділи оригінальної манґи, а другий (22-49) — три останні.
Дизайн персонажів в цілому відрізається від промальовки в манзі і характеризується меншою витонченістю і деталізацією. Сюжет серіал дещо відрізняється від оригіналу, перед усім, більшою деталізованістю і розміреним темпом подій. Також в телеверсії присутні персонажі (Інова, Нова, Дебонер, Сьєра), яких не було в оригінальній історії. Кінець другого сезону значно відрізняється від оригінального задуму: гине Іґл, не розкривається ким насправді була Мокона.

### Список серій
Перший сезон
| №  | Назва | Дата трансляції |
| -- | --- | --------------- |
| 1  | Народження Легендарних Магічних Лицарів! «Densetsu no Majikku Naito Shidō» (伝説のマジックナイト始動)              | 17.10.1994      |
| 2  | Коваль з лісу Мовчання Прсея «Chimmoku no Mori no Sōshi Puresea» (沈黙の森の創師 プレセア)                         | 24.10.1994      |
| 3  | Загадковий мечник Феріо «Nazo no Bishōnen Kenshi Ferio» (謎の美少年剣士 フェリオ)                                  | 31.10.1994      |
| 4  | Мстива чаклунка Альсіона «Shūnen no Majūshi Arushiōne» (執念の魔操士 アルシオーネ)                                 | 07.11.1994      |
| 5  | Легендарна руда Ескудо «Densetsu no Kōbutsu Esukūdo» (伝説の鉱物 エスクード)                                       | 14.11.1994      |
| 6  | Зброя Пресеї «Inochi o Kaketa Puresea no Buki» (命をかけたプレセアの武)                                            | 21.11.1994      |
| 7  | Феріо у відчаї. Романтика в пустелі «Sutemi no Ferio Sabaku no Koi» (捨て身のフェリオ砂漠の恋)                     | 28.11.1994      |
| 8  | Страшна пастка Аскота «Shōkanshi Asukotto no Kyōfu no Wana» (召喚士アスコットの恐怖の罠)                           | 05.12.1994      |
| 9  | Найбільша криза для Магічних Лицарів «Majikku Naito Saidai no Kiki» (マジックナイト最大の危機!)                    | 12.12.1994      |
| 10 | Пробудження Селеса, легендарного рунічного бога «Yomigaeru Densetsu no Mashin Seresu» (よみがえる伝説の魔神セレス) | 09.01.1995      |
| 11 | Легендарний рунічний бог зі світу Сефіро «Isekai Sefīro no Mashin Densetsu» (異世界セフィーロの魔神伝説)           | 16.01.1995      |
| 12 | Ілюзіоністка Калдіна «Osorubeki Genwakushi Karudina» (恐るべき幻惑士 カルディナ)                                   | 23.01.1995      |
| 13 | Найкоштовніша річ у цьому світі «Kono Sekai de Ichiban Taisetsuna Mono» (この世界でいちばん大切なもの)             | 30.01.1995      |
| 14 | Найзаповітніше бажання Хікару, Умі та Фу «Hikaru, Umi, Fū no Yuzurenai Negai» (光、海、風のゆずれない願い)         | 06.02.1995      |
| 15 | Другий рунічний бог Віндам, повелитель небес «Dai Ni no Mashin—Kūjin Windamu» (第二の魔神・空神 ウィンダム)        | 13.02.1995      |
| 16 | Сильний ворог! Мечник Лафарґа «Kyōteki! Kentōshi Rafāga» (強敵! 剣闘士ラファーガ)                                  | 20.02.1995      |
| 17 | Правда про Інову і повернення спогадів «Inōba no Shōtai to Yomigaeru Kioku» (イノーバの正体とよみがえる記憶)       | 27.02.1995      |
| 18 | Останній рунічний бог Рейарт, повелитель вогню «Saigo no Mashin—Enjin Reiāsu» (最後の魔神・炎神 レイアース)        | 06.03.1995      |
| 19 | Розв’язка! Магічні Лицарі проти Заґато «Taiketsu! Mahōkishi vs Zagāto» (対決! 魔法騎士 vs ザガート)                | 13.03.1995      |
| 20 | Неймовірна правда про Магічних Лицарів! «Densetsu no Mahōkishi! Kyōi no Shinjitsu» (伝説の魔法騎士! 驚異の真実)    | 13.03.1995      |

Другий сезон
| №  | Назва | Дата трансляції |
| -- | --- | --------------- |
| 21 | Від’їзд і нові зв’язки «Tabidachi to Aratana Kizuna» (出発(たびだち)と新たな絆)                                                             | 10.04.1995      |
| 22 | Сефіро і три країни «Sefīro to Mittsu no Kuni» (セフィーロと三つの国)                                                                       | 17.04.1995      |
| 23 | Вторгнення Автозаму і Лантіс «Ōtozamu no Shinkō to Rantisu» (オートザムの侵攻とランティス)                                                  | 24.04.1995      |
| 24 | Магічні Лицарі і бойовий корабель NSX «Mahōkishi to Senkan NSX» (魔法騎士と戦艦NSX)                                                         | 01.05.1995      |
| 25 | Хікару і Нова у сні «Hikaru to Yume no Naka no Nova» (光と夢の中のノヴァ)                                                                   | 08.05.1995      |
| 26 | Магічні Лицарі і Аска Фаренська «Mahōkishi to Fāren no Asuka» (魔法騎士とファーレンのアスカ)                                                | 22.05.1995      |
| 27 | Таємниця Опори Сефіро «Sefīro no Hashira no Himitsu» (セフィーロの柱の秘密)                                                                 | 05.06.1995      |
| 28 | Небезпечна поїздка Хікару і Лантіса «Hikaru to Rantisu no Kikenna Tabi» (光とランティスの危険な旅)                                          | 12.06.1995      |
| 29 | Іґл і полонена Хікару «Īguru to Torawareta Hikaru» (イーグルと捕われた光)                                                                   | 19.06.1995      |
| 30 | Нова і Реґалія, диявольський рунічний бог «Nova to Akuma no Mashin Regaria» (ノヴァと悪魔の魔神レガリア)                                    | 26.06.1995      |
| 31 | Мобільна фортеця Чізетта і безсила Хікару «Chizēta no Idōyōsai to Tatakaenai Hikaru» (チゼータの移動要塞と戦えない光)                       | 03.07.1995      |
| 32 | Умі і Фу та Фарен і Чізетта «Umi—Fū to Fāren—Chizēta» (海・風とファーレン・チゼータ)                                                        | 10.07.1995      |
| 33 | Бажання Хікару та таємниця Пресеї «Hikaru no Onegai to Puresea no Himitsu» (光の願いとプレセアの秘密)                                       | 17.07.1995      |
| 34 | Хікару та дружба «Hikaru to Hikisakareta Yūjō» (光と引き裂かれた友情)                                                                       | 24.07.1995      |
| 35 | Умі та амбіції Тарти і Татри «Umi to Tāta—Tatora no Yabō» (海とタータ・タトラの野望)                                                        | 31.07.1995      |
| 36 | Фу проти Аски! Змагання зі стрільби з луку «Fū tai Asuka! Inochigake no Yumi Shōbu» (風対アスカ! 命がけの弓勝負)                            | 07.08.1995      |
| 37 | Відродження! Меч Хікару «Yumigaere! Hikaru no Ken» (甦れ! 光の剣)                                                                           | 14.08.1995      |
| 38 | Напад Іґла на замок Сефіро «Īguru—Sefīrojō Sōkōgeki» (イーグル・セフィーロ城総攻撃!)                                                        | 21.08.1995      |
| 39 | Хаотична війна у замку Сефіро! «Sefīrojō Daikonran» (セフィーロ城 大混戦!)                                                                  | 28.08.1995      |
| 40 | Магічні Лицарі і затишшя після бурі «Mahōkishi to Hitotoki no Yasuragi» (魔法騎士とひとときの安らぎ)                                        | 04.09.1995      |
| 41 | Битва Нова і обличчя монстра «Nova to no Tatakai to Mamono no Shōtai» (ノヴァとの戦いと魔物の正体)                                          | 11.09.1995      |
| 42 | Величезний Сан Юн проти NSX! «Kyodai Sanyun vs NSX!» (巨大サンユン vs NSX!)                                                                 | 18.09.1995      |
| 43 | Зала вінця і спогади Опори «Ōkan no Heya to Hashira no Kioku» (王冠の部屋と柱の記憶)                                                        | 16.10.1995      |
| 44 | Серйозне змагання – Умі проти Тарти і Татри! «Shinkenshōbu! Umi vs Tāta—Tatora» (真剣勝負! 海 vs タータ・タトラ)                            | 23.10.1995      |
| 45 | Критична ситуація, викрадення Лантіса «Zettaizetsumei! Rantisu no Kiki» (絶体絶命! ランティスの危機)                                        | 30.10.1995      |
| 46 | Шокована Хікару. Правда про Нову «Hikaru—Shōgeki! Nova no Shinjitsu» (光・衝撃! ノヴァの真実)                                               | 06.11.1995      |
| 47 | Справжня Опора – Хікару чи Іґл?! «Shin no Hashira!? Hikaru ka, Īguru ka!?» (真の柱は!? 光か、イーグルか!?)                                  | 13.11.1995      |
| 48 | Безкінечна битва! «Hateshinai Tatakai!» (果てしない戦い!)                                                                                   | 20.11.1995      |
| 49 | Шлях до перемоги. Завтра відкриються серця, що вірять! «Shōri e no Michi! Shinjiru Kokoro ga Aku Ashita!» (勝利への道! 信じる心が開く明日!) | 27.11.1995      |

## OVA
У 1997 р. на студії TMS було зняті три серії OVA «Rayearth». В основу сюжету була покладена основа оригінальна манґа, але історія зовсім інша, воно є альтернативним поглядом на MKR. Персонажі, що фігурували в оригінальній історії ті ж самі, але взаємини між ними змінені докорінно. Троє подруг: Хікару, Умі та Фу закінчують середню школу і мають вступати до різних шкіл через роботу їх батьків. Востаннє вони зустрічаються біля дерева сакури, де за шкільними легендами живе фея. Хікару раптом бачить щось дивне в дереві і вирішує, щ ото фея, яка виглядає як біла тваринка з кролячими вухами. Прогулюючись центром дівчата стають свідками дивних подій: час завмирає, а в них в руках опиняються магічні камені. В той же час, дивні монстри і чарівники починають з'являтися в місто Токіо. Один з них — Клеф, який пробує вести трьох дівчаток для того, щоб дозволяти їм стати Магічними Лицарями, які мають пробудити рунічних богів і боротися проти злих чарівників Сефіро, які мають вторгнутися у людський світ. Рунічні боги мають об'єднатися в Рейарта і знищити твердиню завойовників — замок Сефіро, яким управляє дух смерті Іґл.

## Тематичні пісні
Усього в серіалі присутні три відкриваючі і три закриваючі пісні. Також є закриваюча пісня і в OVA «RayEarth». В американську версію MKR не були включені опенінґ «Kirai ni Narenai» та ендінґ «Itsuka Kagayaku», а інші відкриваючі і закриваючі пісні були виконані англійською.
Відкриваючі пісні
| Серії         | Оригінальна назва      | Романізація                       | Переклад                   | Виконує       |
| ------------- | ---------------------- | --------------------------------- | -------------------------- | ------------- |
| 1-20          | ゆずれない願い         | Yuzurenai Negai                   | Найзаповітніше бажання     | Наомі Тамура  |
| 21-42 (01-21) | キライ に なれない     | Kirai ni Narenai                  | Я не можу тебе ненавидіти  | Аюмі Накамура |
| 43-49 (22-28) | 光と影を抱きしめたまま | Hikari to Kage o Dakishimeta Mama | Охоплюючи світло і темряву | Наомі Тамура  |

Закриваючі пісні
| Серії         | Оригінальна назва                | Романізація                  | Переклад                 | Виконує        |
| ------------- | -------------------------------- | ---------------------------- | ------------------------ | -------------- |
| 1-20          | 明日へ の 勇気                   | Asu e no Yuuki               | Хоробрість               | Кейко Йошінарі |
| 21-42 (01-21) | ら・ら・ば・い～優しく抱かせて～ | Rarabai ~Yasashiku Dakasete~ | Колисанка — м'яко, ніжно | Мінако Хонда   |
| 43-49 (22-28) | いつか 輝く                      | Itsuka Kagayaku              | Коли-небудь засяє        | Кейко Йошінарі |
| OVA           | All You Need is Love             | All You Need is Love         | Усі ми прагнемо любові   | Наомі Тамура   |

## Музика
Альбоми з оригінальний саундтреком до аніме
- OST 01 — Erabareta Shōjo Tachi
- OST 02 — Legendary Soldiers
- OST 03 — Yuzurenai Negai
- OST 04 — New Bonds
- OST 05 — Hikaru — Umi — Fū
- OVA OST 1st Half
- OVA OST 1st Half

Тематичні альбоми
- Original Song Book
- Original Song Book 2
- With Rayearth
- Magic Knights image song — Shōjo yo! Taishi wo Idake!
- Umi Image Song — Itsuka Tenshi ni Nareru
- Fuu Image Song — Soyokaze no Sonachine
- Mokona Image Song — Mokona no Ekaki Uta
- Mokona Image Song 2 — Mokona Ondo de Pupupu no Pu
- Eagle & Emeraude Image Song — Run — Yami no Yume
- Christmas image song — Seiya no Tenshi-tachi

Сингли і ремікси
- OP 1 Single — Yuzurenai Negai (Naomi Tamura)
- OP 2 Single — Kirai ni Narenai (Ayumi Nakamura)
- OP 3 Single — Hikari to Kage wo Dakishimeta mama (Naomi Tamura)
- ED 1 Single — Asu e no Yūki (Keiko Yoshinari)
- ED 2 Single — Rarabai Yasashiku Dakasete (Minako Honda)
- ED 3 Single — Itsuka Kagayaku (Keiko Yoshinari)
- OVA Single — All You need is love (Naomi Tamura)
- Magic Knight Rayearth Extra Shidō Hikaru Special
- Magic Knight Rayearth Extra Ryūzaki Umi Special
- Magic Knight Rayearth Extra Hōōji Fū Special
- Magic Knight Rayearth Extra Mokona Special

Збірники
- Best Collection
- Best Song Book
- Original Soundtrack BEST: Itsuka Kagayaku

## Відеоігри
Було створено кілька відеоігор за мотивами серіалу «Magic Knight Rayearth»: пригодницька RPG для платформи Sega Saturn, гра для Super Famicom, гра Magic Knight Tanjou для Sega Pico, дві короткі RPG для Game Boy, стимулятори для Sega Game Gear. Всі вони були випущені лише на території Японії, за винятком гри «Magic Knight Rayearth» для Sega Saturn, яка була локалізована і на території США.
| Назва                     | Платформа      |
| ------------------------- | -------------- |
| Magic Knight Rayearth     | RPG SuperNES   |
| Magic Knight Rayearth     | Sega Game Gear |
| Making of Magic Knights   | Sega Game Gear |
| Magic Knight Rayearth     | Game Boy Color |
| Magic Knight Rayearth 2   | Game Boy Color |
| Magic Knight Rayearth RPG | Sega-Saturn    |

Магічні Лицарі з'являються разом з Рейартом у кліпах «Clamp in Wonderland» та «CLAMP in Wonderland 2». Детальна інформація про манґу міститься у 4-му випуску антології Clamp no Kiseki.